# Slikovno vodena radioterapija
Slikovno vodena radioterapija (IGRT, angl. Image Guided Radiotherapy) je del geometrične verifikacije v radioterapiji in pomeni uporabo različnih kilovoltnih (kV) in megavoltnih (MV) slikovnih metod, ki omogočajo vsakodnevno preverjanje nastavitve bolnika v izocenter na linearnem pospeševalniku. S tem se zagotovi milimetrska natančnost pri nastavitvi tumorskega volumna, zmanjšajo se varnostni robovi, omogoča uporabo zahtevnejših obsevalnih tehnik ter spremljanje fizioloških premikanj tumorja med obsevanjem. Tako z IGRT zagotovimo, da bo tarči namenjena maksimalna doza, zdravi organi pa jo bodo prejeli minimalno

## Namen IGRT
Glavni namen IGRT je, da se zagotovi enak položaj pacienta na linearnem pospeševalniku v primerjavi s tistim, ko je bil na CT simulatorju. Iz pridobljenih CT rezov se rekonstruira dvorazsežna slika, ki se imenuje digitalni rekonstruiran radiogram (DRR). Te pridobljene (referenčne) CT reze in slike, ki se posnamejo s slikovnim sistemom linearnih pospeševalnikov, med seboj primerjamo in prilagodimo položaj pacienta s premikom obsevalne mize, da se izboljša natančnost in točnost obsevanja. Sodobnejši linearni pospeševalniki so opremljeni s posebno slikovno tehnologijo, ki omogoča slikanje tumorja pred in med obsevanjem ter po njem. S pomočjo programskih sistemov se referenčno sliko pridobljeno na CT simulatorju primerja s dejansko sliko pacienta na linearnem pospeševalniku.
Z IGRT spremljamo interfrakcijske in intrafrakcijske premike. Interfrakcijski premiki se tisti, ki nastanejo med potekom zdravljenja in so spremembe, ki nastanejo med frakcijami oz. med dnevi. Nastanejo zaradi različnega položaja pacienta, napak pri nastavitvi pacienta in spremembe tumorja. Intrafrakcijski premiki pa so tisti, ki se pojavijo med samo frakcijo, kar pomeni da pride do geometrijskih sprememb tumorja zaradi fiziološkega gibanja organa ali hotenega premikanja pacienta. Da se zmanjšuje intrafrakcijske premike, je ključna uporaba IGRT.

## Razvoj IGRT
Začetki IGRT segajo v 80. leta prejšnjega stoletja, ko je bilo večina linearnih pospeševalnikov opremljenih s sistemom elektronskega portalnega slikanja (EPID; angl. Electronic Portal Imaging Device). Zajete slike so se imenovale elektronske portalne slike (EPI; angl. Electronic Portal Imaging). Slike so se zajemale z MV žarki, zato se je hkrati preverilo ne samo položaj pacienta, ampak tudi obsevalno polje. Je pa imelo EPID slikanje več slabosti kot prednosti. Prva slabost EPID je, da so bile slike nizko kontrastne, zato se je s tem otežila analiza napak pri obsevanju. Pridobili so samo 2D sliko, zato je prihajalo do napak v nastavitvi 3D objekta. MV slikanje je prispevalo k dozi pacienta, zato so morali omejiti pogostost slikanja. Ker je tumor pogosto masa mehkega tkiva, se je na MV slikah slabo videl. Slike so dobro prikazale le položaj izocentera, rob slike ter kostne strukture, manj pa mehka tkiva. Ker so omogočale poravnavo le na kostne strukture, je prišlo do napak pri obsevanju. V izogib temu so povečali varnostne robove, kar je posledično pomenilo, da so obsevali večji del zdravega tkiva.
Vse to je pripomoglo k razvoju kV sistemov slikanja v poznih 90. letih dvajsetega stoletja. Tudi tu je bila 2D slika, nizko kontrastna, prav tako je bila slaba analiza napak pri obsevanju. Prednost uporabe kV metod slikanj je bila le ta, da so prispevali k bistveno manjši dozi, zato je omogočilo večkratno slikanje.
Ker pa so si želeli več informacij iz mehkih tkiv, so razvili računalniško tomografijo s stožčastim snopom (CBCT; angl. Cone Beam Computed Tomography), ki je bila javnosti predstavljena leta 2004. kV CBCT še danes velja kot najbolj pogosta slikovna metoda za geometrično verifikacijo. Slikovni podatki se zajamejo v enem loku okoli pacienta in tako dobimo 3D informacijo o položaju pacienta. Ta način slikovne verifikacije omogoča uporabo številnih naprednih tehnik zdravljenja, kot sta stereotaktična radiokirurgija (SRS; angl. Stereotactic Radiosurgery) in stereotaktično obsevanje telesa (SBRT; angl. Stereotactic Body Radiotherapy).

## Komponente IGRT
Glavne komponente IGRT so:
- Sistem za pridobivanje slik: rentgenska cev (kV) in detektor.

- Programska oprema za verifikacijo slik.

- Referenčne slike (CT ali DRR), pridobljene na CT simulatorju in slike (kV ali EPI), pridobljene na linearnem pospeševalniku.

- CT rezi: na CT slikanju pridobimo osnovno informacijo o anatomiji pacienta in položaju tumorja. Na te CT reze se vrišejo tumorski volumni ter izdela obsevalni plan.

- DRR: digitalni rekonstruiran radiogram se rekonstruira iz CT posnetka kar pomeni, da dobimo 2D sliko 3D objekta.

- EPI: elektronska portalna slika je 2D slika pridobljena na linearnem pospeševalniku z MV žarki.

- kV slika: je pridobljena s kV sistemom linearnega pospeševalnika in poljubnega kota 0° ali 90° ali poljubnega tangencialnega kota.

- CBCT: kV sistem pridobiva podatke o položaju pacienta, ko se ta zavrti 360° okoli pacienta.

## Načini pregleda slik
Geometrično verifikacijo razdelimo v več modalitet:
1. Način 2D: pregledujemo lahko samo eno sliko iz kota 0° ali 90°. To pridobljeno EPI sliko na linearnem pospeševalniku primerjamo z DDR sliko, ki smo jo rekonstruirali iz CT rezov.
2. Način 2D/2D: lahko pregledujemo med seboj dve sliki, ki sta si med seboj pravokotni - 0° in 90°. Med seboj lahko primerjamo dve sliki narejeni z kV žarki (kV - kV) ali z MV žarki (EPI - DRR ali MV - kV)
3. Način 3D: Tako imenovani CBCT se primerja z referenčnimi CT rezi, ki so bili pridobljeni na CT simulatorju. Tako lahko pregledujemo dejansko 3D sliko pacienta z referenčno 3D sliko. Največkrat se uporablja kV CBCT (kV - kV), lahko pa tudi MV CBCT (MV - kV).
4. Način 4D: 4D CT je enak 3D načinu, samo da upošteva še faze premikanja tumorja. Njegova uporaba je smiselna predvsem pri tumorjih, ki se premikajo: pljuča, jetra]... Najpogostejši način verifikacije je 4D CBCT, ki ga primerjamo z 4D CT. Ostali pa so še gating, poravnava na markerje in transponderje. Pod 4D način verifikacije spada tudi 2D/3D način. Tu se pridobljeno 2D kV sliko primerja z DRR, vendar ne le iz enega kota, ampak iz poljubnih število kotov okoli pacienta. Ta način pregleda slike omogoča Beam Hold (BH) funkcija pri obsevanju prostate ali jeter z vstavljenimi markerji[15].